# 9820 Гемпель
9820 Гемпель (9820 Hempel) — астероїд головного поясу, відкритий 26 березня 1971 року.
Тіссеранів параметр щодо Юпітера — 3,544.